# Parsonsia heterophylla
Parsonsia heterophylla là một loài thực vật có hoa trong họ La bố ma. Loài này được A.Cunn. mô tả khoa học đầu tiên năm 1839.
Đây là là một loại cây leo đặc hữu của New Zealand.
Nó được tìm thấy trong rừng đất thấp ẩm ướt và hạt của nó bị phân tán bởi gió. [1]
Ấu trùng của bướm đêm Stigmella kaimanua ăn lá P. heterophylla.